# Grant Fox
Grant James Fox (* 16. června 1962, New Plymouth) je bývalý novozélandský ragbista, který hrál jako útoková spojka. V roce 2014 byl jmenován do Světové síně slávy rugby.
Na MS 1987 se stal mistrem světa a nasbíral 126 bodů, což je nejvíce bodů získaných na jednom mistrovství světa. Na MS 1991 skončil s Novým Zélandem na třetím místě. Za svou zemi hrál ve 46 zápasech a připsal si 645 bodů (1985 - 1993). Obdržel Řád Britského impéria.
Celou klubovou kariéru strávil v letech 1982–1993 v Aucklandu, s kterým vyhrál osmkrát novozélandskou ligu (1982, 1984, 1985, 1987, 1988–1990, 1993) a třikrát jihopacifickou ligu (1988–1990).